# Shuffle!
Shuffle! (シャッフル！, Shaffuru!) és el primer joc per a ordinadors de gènere novel·la visual fet per Navel. Mentre que el joc per a PC era del gènere Eroge, quan es realitzà per a la PlayStation 2, Shuffle! On the Stage, era per a totes les edats.
Després d'una bona acceptació del públic, es fa una adaptació en manga i novel·les curtes. El juliol del 2005 eixí per a la televisió una sèrie d'anime, i el gener del 2007 una seqüela: Shuffle! Memories.

## Argument
La història es desenvolupa en un món que fa deu anys acabà connectat amb altres dos: el món de Shin (Déus) i el món de Ma (Dimonis). Tsuchimi Rin és un jove que viu a casa de la seua "amiga" Kaede, sent aquesta la qual el cuida, al·legant que és "la seua raó de viure". En arribar al col·legi sembla que arriben dues noves alumnes, una de Shin (Lisianthus) i altra de Ma (Nerine). I ocorre que són les princeses d'ambdós mons, que volen casar-se amb Rin. Li donen a triar entre les dues, però no sap què fer. Per tant, es queden en el món humà per a poder guanyar-se el cor de Rin.

## Personatges
Els Seiyuus només són de l'anime, no dels jocs.
Rin Tsuchimi (土見 稟, Tsuchimi Rin, Seiyū: Tomokazu Sugita): un xic de 17 anys, protagonista de la sèrie. Tant Kaede, Nerine com Lisianthus estan enamorades d'ell. En el joc, eres el personatge qui tu assumeixes.
Kaede Fuyou (芙蓉 楓, Fuyō Kaede, Seiyū: Yuko Goto): Amiga de la infància de Rin. Rin viu en la seua casa, després que la seua mare i els pares d'ell moriren en un accident automobilístic. Té una personalitat psicòtica, quan veu que Rin està amb altres dones i no li para esment a ella.
Lisianthus/Kikyou (リシアンサス / キキョウ, Rishiansasu/Kikyou, Seiyū: Sayaka Aoki): El seu àlies és Sia, és la filla del rei dels Déus. Vingué al món dels humans per a casar-se amb Rin. Kikyou és l'esperit de la germana bessona de Lisianthus, que es troba dins d'ella. És bona en els esports, però pèssima en els estudis. En cada ocasió que es troba amb el seu pare, sempre acaba donant-li un colp amb algun element del mobiliari.
Nerine/Lycoris (ネリネ / リコリス, Nerine/Rikorisu, Seiyū: Haruka Nagami): Nerine és la filla del rei dels dimonis. Igual que Lisianthus, l'esperit de Lycoris, un clon d'ella està dins del seu cos. Encara que és molt bona en els estudis, no ho és en els esports ni en els deures de la llar. Després d'arribar a la terra i també amb la causa de casar-se amb Rin, posarà tot el seu esforç a ser la millor esposa per a Rin.
Asa Shigure (時雨亜沙, Shigure Asa, Seiyū: Miki Itou): Amiga i senpai de Kaede. És la presidenta del club de cuina de l'escola, odia la màgia. Amaga un gran secret.
Primula (プリムラ, Purimura, Seiyū: Hitomi): Una xiqueta dimoni que va aparèixer en la terra al costat d'un gat de peluix amb la missió de trobar-se amb Rin. Al fer-lo, Rin la dugué a la seua casa, i ell i Kaede s'encarreguen de cuidar-la. És la "germana menuda" de Lycoris.

## Videojocs

### Shuffle!
El joc consisteix principalment en simple lectura i escoltar les converses que et brinden. Un "Per favor Seleccione La seua Destinació" comença el joc, mentre donant a les opcions múltiples al jugador, aquest respon i actua. Les opcions seleccionades determinen qui serà l'amant destinat de Rin. No hi ha molts, no obstant això; depenent que ruta el jugador presa, haurà entre 8 i 12 preguntes de la múltiple opció. Una vegada en cert punt en el joc s'arriba a, una imatge translúcida del personatge destinat apareix quan el dia canvia, indicant així amb qui es queda Rin. En el transcurs del joc, quasi finalitzant, una escena d'hentai ocorrerà. La primera escena sempre involucra al personatge femení seguit d'una conversa. Després de la primera escena hentai, més conversa, segueix fins que la segona escena ocórrega. La segona escena hentai sol ser variada respecte en el seu volum, encara que tots inclouen el fellatio. Hi ha només dues escenes hentai per cada personatge femení, i després d'una conversa, el joc finalitza.

### Shuffle! On the Stage
La versió para Playstation 2 varia granment de la versió de PC principalment que es lleven totes les escenes H. Per a recuperar aquestes escenes anul·lades, s'han estés les narracions dels cinc personatges originals. Addicionalment, el jugador pot seguir els camins de Kareha o Mayumi Thyme, dos personatges que no estan disponibles en la versió de PC del joc. Tsubomi, la germana menor de Kareha, també apareix ací en la Fase del camí de Kareha. Tsubomi també apareix en l'anime.

### Seqüeles

#### Tick! Tack!
L'estructura bàsica és que Rin, Nerine, Itsuki, i Mayumi troben un rellotge estrany que els transporta al passat, on ells es troben amb Forbesii (Rei dels Dimonis) abans que ell estiga casat i tinguera a Nerine. Mentre ell es compromet amb Ai, el seu serventa, Sage, també està enamorada d'ell, causant un triangle d'amor. Les accions dels jugadors determinen amb qui Forbesii finalment es queda, i així saber qui és la mare de Nerine.
Com en el joc anterior, ell o ella trobarà un esdeveniment que els demanarà que escullen l'Opció A o B. Mentre esculls un d'ells poden succeir certs esdeveniments per a passar, o si esculls l'equivocat no avances a les següents fases. La companyia ha inclòs un nou tret desplegant un rellotge antic en el costat d'esquerre de la pantalla, aquest rellotge és la mesura que li mostrarà al jugador del canvi que Nerine tindrà. Quan el jugador escull una opció, el rellotge farà tictac en el sentit de les agulles del rellotge (el costat verd), en sentit contrari a les agulles del rellotge (el costat roig) o no pot fer tictac en absolut. Quan arribe a la mesura verda o roig en un cert nivell, Nerine canviarà la seua forma a pèl-roja o "Lolita". Se sap també que si el jugador realitza la ruta correctament, ambdós sentits (verd i roig) estaran plens i sincronitzats, aquest fenomen canviarà a Nerine temporalment a la seua forma secreta, la *Nerine d'ulls blaus, Lycoris.
Personatges d'este joc:
- Rin Tsuchimi (土見稟, Tsuchimi Rin, es el personaje que tu asumes)
- Nerine (ネリネ, Nerine)
- Lycoris (リコリス, Rikorisu)
- Forbesii (フォーベシイ, Fōbeshii)
- Thyme Mayumi (麻弓＝タイム, Mayumi Taimu)
- Itsuki Midoriba (緑葉 樹, Midoriba Itsuki)
- Sage (セージ, Sēji)
- Ai (アイ, Ai)
- Cineraria (サイネリア, Saineria)
- Bark (バーク, Bāku): Forbesii’s butler.

#### Really? Really!
Kaede ha perdut els seus records i al llarg del joc, el jugador ha de restaurar-los. Usant paraules claus adquirides durant el joc, el jugador ha d'arreglar els errors en els records del passat de Kaede.
Si el jugador no té la paraula clau apropiada per a la situació, té l'opció de saltejar l'escena, i després pot tornar a l'adquirir més paraules claus.
En la realització de tots els esdeveniments d'un dia, el jugador pot reproduir aquests records del punt de vista de Kaede, mentre proporciona les visions en els seus pensaments. Altres personatges també poden comentar de tant en tant durant aquests successos o fins i tot els altera.
Personatges d'este joc:
- Rin Tsuchimi (土見稟, Tsuchimi Rin)
- Kaede Fuyou (芙蓉楓, Fuyō Kaede)
- Sakura Yae (八重桜, Yae Sakura)
- Momiji Fuyou (芙蓉紅葉, Fuyō Momiji)
- Primula (プリムラ, Purimura)
- Asa Shigure (時雨亜沙, Shigure Asa)
- Mayumi Thyme (麻弓＝タイム, Mayumi Taimu)
- Nadeshiko Benibara (紅薔薇撫子, Benibara Nadeshiko)
- Lisianthus (リシアンサス, Rishiansasu)
- Nerine (ネリネ, Nerine)
- Ama Shigure (時雨亜麻, Shigure Ama)
- Kareha (カレハ, Kareha)
- Tsubomi (ツボミ, Tsubomi)
- Sage (セージ, Sēji)
- Eustoma (ユーストマ, Yūsutoma)
- Forbesii (フォーベシイ, Fōbeshii)
- Itsuki Midoriba (緑葉樹, Midoriba Itsuki)
- Mikio Fuyou (芙蓉幹夫, Fuyō Mikio)